# 布赫多夫
布赫多夫是德国巴伐利亚州的一个市镇。总面积16.67平方公里，总人口1609人，其中男性819人，女性790人（2011年12月31日），人口密度97人/平方公里。